# Château de Myrat

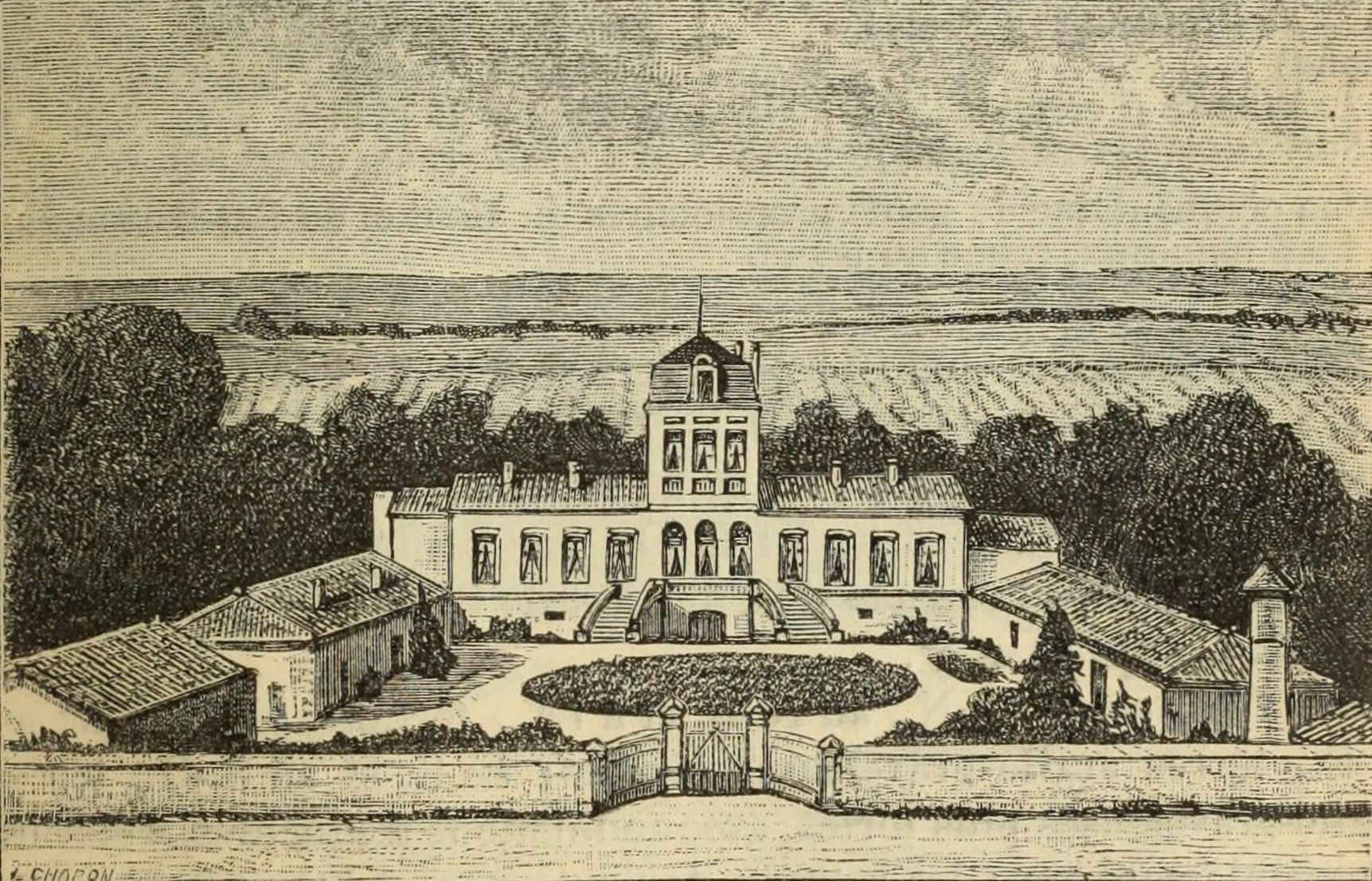
Illustration von Château de Myrat aus dem Jahr 1886.

Das Weingut Château de Myrat liegt in Sichtweite zur Departementstraße D118 ca. 1 km südwestlich von der Gemeinde Barsac im Département Gironde in der Region Aquitanien in Frankreich. Die Weingüter Coutet, Château Broustet, Château Climens und Cantegril liegen in unmittelbarer Nachbarschaft. De Myrat wurde bei der Bordeaux-Klassifizierung im Jahre 1855 als „Deuxième Cru Classé“ klassifiziert.
Auf 22 Hektar Rebfläche werden 88 % Semillion, 8 % Sauvignon Blanc und 4 % Muscadelle angebaut und ca. 18 bis 22 Monate in zu 33 % neuen Eichenfässern ausgebaut. Die Rebflächen verteilen sich auf mehrere Parzellen mit lehmig-kalkhaltigem Boden und Kies-Sandboden. Der darunter gelegene, verkarstete Kalksockel sorgt für eine gute Drainage.
Das Ergebnis ist ein für den Bereich Barsac und Sauternes typischer edelsüßer Wein mit langer Lagerfähigkeit. Zwischen 1976 und 1990 wurde kein Wein abgefüllt. Das Weingut füllt keinen Zweitwein ab.

## Geschichte
Die Geschichte des Weinguts lässt sich bis in das 17. Jahrhundert zurückverfolgen. Die Familie du Mirat war eine Familie von Juristen im Dienst des Parlement de Bordeaux. Ca. 1640 gründet Paul Bernard du Mirat ein Gut bei Cantegrit: Das heute noch bestehende Gutsgebäude ließ die Familie im Jahr 1730 errichten. Das Gut blieb bis zur Französischen Revolution in Händen der Familie. Die Situation unmittelbar nach der Revolution ist nicht dokumentiert. Im Jahr 1845 nennt William Franck einen Herrn Perrot als Eigner.
Im Jahr 1854 wird das Weingut de Myrat aufgeteilt. Das jetzige Château Cantegril wird von der Familie Ségur-Montaigne übernommen. Das heutige Château de Myrat kauft der Händler und Reeder Henri Jean Louis Frédéric Möller (1818–?). Durch seine Hochzeit mit einer Tochter von Capdeville fallen auch die Weingüter Broustet und Nairac in den Besitz der Familie Möller.
Nach dem Tod von Herrn Möller leitete seine Witwe Broustet und Myrat und vermarktete die Weine der beiden Güter unter dem gemeinsamen Namen Myrat-Broustet. Nach dem Befall der Rebflächen durch die Reblaus verkaufte die Witwe Möller de Myrat 1886 schließlich an Paul Flaugergues. Im Jahr 1898 übernimmt Pierre Martineau das Weingut.
Neuen Elan bringt der Erwerb des Guts durch Max de Pontac (Mitglied der Familie, die Château Haut-Brion gründete) im Jahr 1937. Unmittelbar nach dem Zweiten Weltkrieg werden die Rebflächen neuangelegt und das Gutsgebäude renoviert. Fallende Verkaufspreise in den 1960er Jahren sowie einige schlechte Ernten führen dazu, dass de Pontac im Jahr 1976 alle Rebflächen rodet. Jacques und Xavier de Pontac erben das Gut im Jahr 1988. Da das Pflanzrecht spätestens 13 Jahre nach Rodung einer Rebfläche erlischt, lassen die neuen Besitzer die Flächen binnen 6 Wochen neu bestocken. Der erste Wein seit 1976 kommt mit dem Jahrgang 1991 auf den Markt.